# Aneurophyton olnense
Espèce
Aneurophyton olnense Stockmans est une espèce éteinte de progymnospermes découverte en 1948 au hameau de Froibermont dans la commune d'Olne en Belgique. Ces fossiles datent du Dévonien supérieur (étage du Famennien), il y a environ 360 Ma (millions d'années).
Ces fossiles sont conservés dans les collections du musée de l'Institut royal des sciences naturelles de Belgique.